# North Corbin
North Corbin è un census-designated place (CDP) degli Stati Uniti d'America, situata nello stato del Kentucky, diviso tra la contea di Laurel e la contea di Knox.